# Томас Чіппендейл
Томас Чіппендейл (англ. Thomas Chippendale 16 червня, 1718, Фарнлі — 18 листопада 1779, Лондон) — британський мебляр доби рококо.

## Біографія

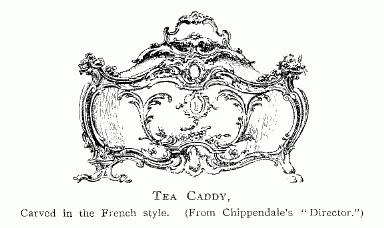
Скринька для подрібненого чаю. Рококо, проєкт зі збірки Чіппендейл

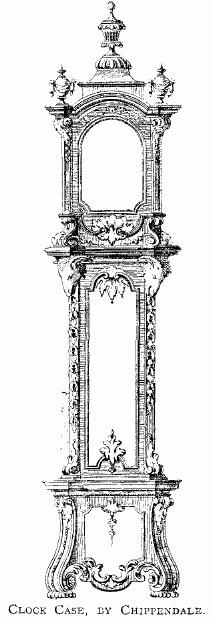
Чіппендейл. Проєкт корпусу для підлогового годинника

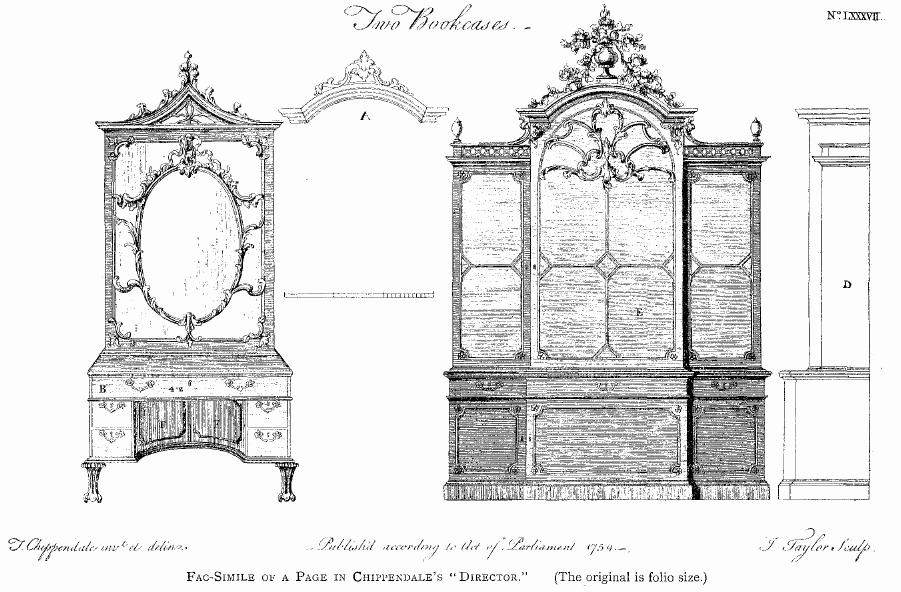
Чіппендейл. Проєкт двох книжкових шаф

Походить з родини ремісника мебляра. Був єдиним сином Джона Чіппендейла і його дружини Мері Дрейк. Початкову освіту здобув у гімназії принца Генрі.
Меблярське ремесло вивчав у батька і в місті Йорк у Річарда Вуда.
Узяв шлюб з Катериною Редшо, родина мала 5 синів і 4 дочки. У 1749 році родина орендувала будиночок у Лондоні поблизу Ковент-Гарден. Декілька разів переселявся, поки не зупинився на Санкт Мартин Лейн, де майстерня працювала протягом 60 років.
Перша дружина померла у 1772 році.Томас Чіппендейл узяв шлюб вдруге з Елизабет Девіс і мав трьох дітей у цьому шлюбі. У Лондоні організував невелику фірму з трьох осіб, що займалась меблярством (Томас Чіппендейл, купець з Шотландії Джеймс Ранні, Генрі Фергюсон). У 1776 році бізнес перебрав на себе син, теж Томас Чіппендейл. Батько помер 1779 року. Фірма мала популярність і комерційний успіх до 1813 року, коли Чіппендейл-молодший збанкрутів і був виселений геть з обжитого помешкання.
Батько помер у 1779 році (ймовірно, від сухот, туберкульозу ), похований на цвинтарі Сент-Мартін-ін-зе-Філдс. Скульптура у повний зріст майстра Томаса Чіппендейла (батька) прикрашає нині фасад Музею Вікторії й Альберта в місті Лондон.

## Чіппендейл-старший і меблеві збірки

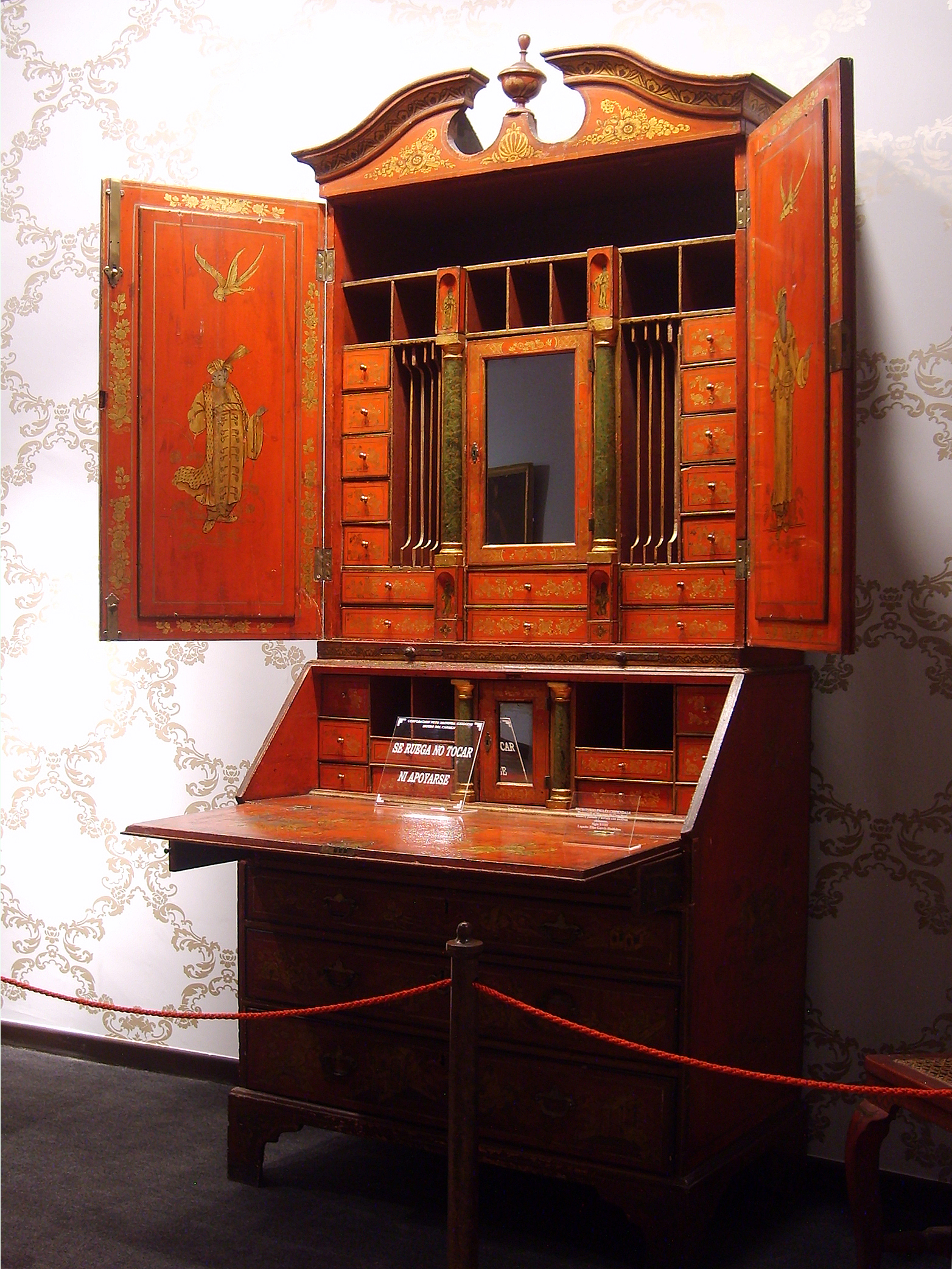
Кабінет роботи Чіппендейл

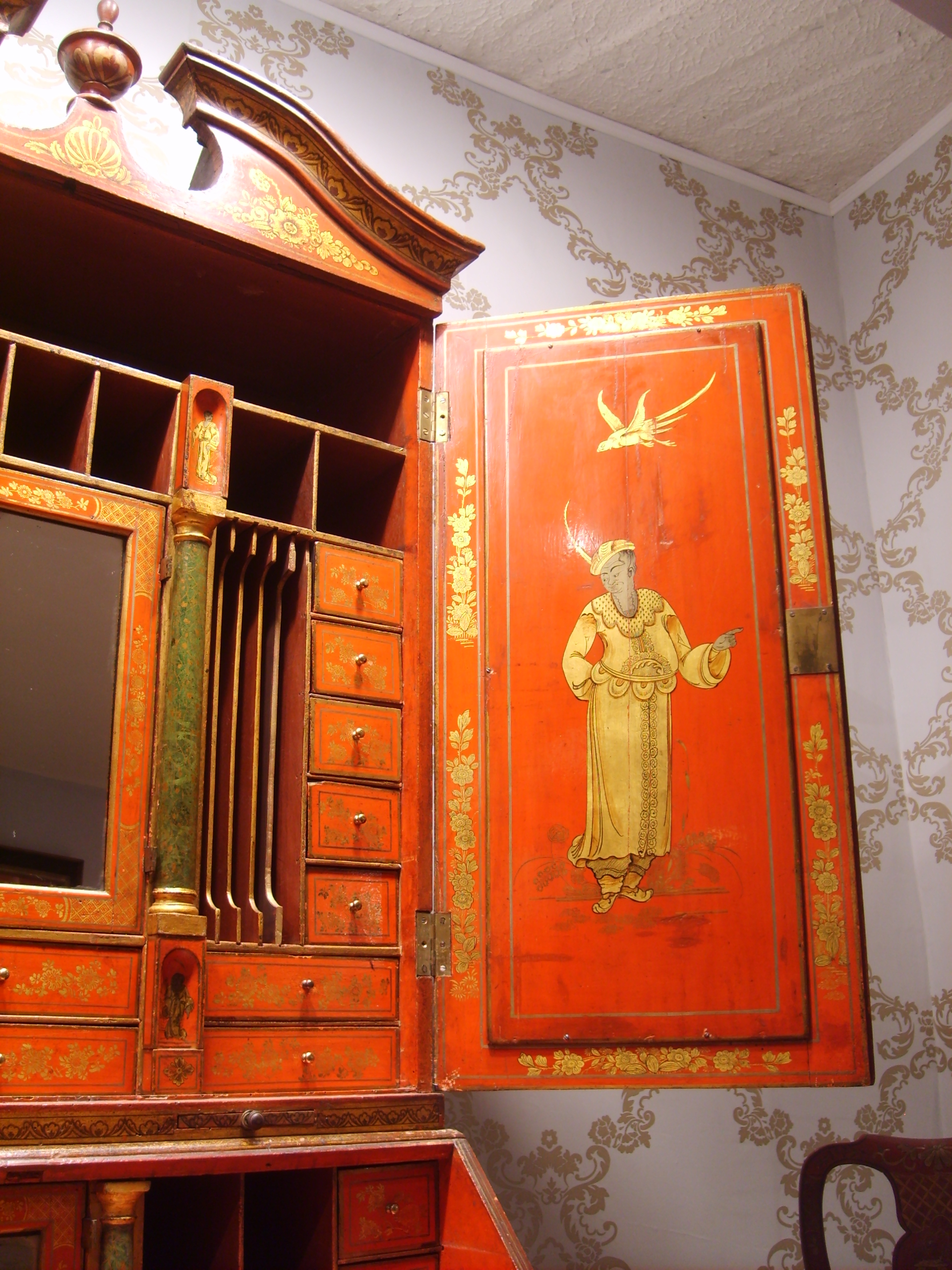
Декор кабінету Чіппендейла в стилі шинуазрі

Окрім посади голови фірми, Томас Чіппендейл займався друком особливих меблевих збірок (збірок меблевих зразків), що виконували роль сучасних каталогів. Збережені малюнки Чіппендейла-старшого доводять, що він як сам розробляв нові моделі, так і запозичав їх з інших джерел і гравюр. Але успіх його бізнесу був таким значним, що весь період 1750-1760-х років часто звуть періодом стилю Чіппендейла. Хоча в цей час працювало досить інших меблярів і зводити всі зразки до стилю Чіппендейла некоректно і несправедливо.
Перша меблева збірка (каталог зразків Чіппендейла) вийшла друком 1754 року. За традицією збірки присвячували якомусь аристократу, збірка 1754 року присвячена герцогу Нортумберленд, хоча підписку на отримання збірки зробило декільна меблярів-практиків.
Стилістика рококо ще не вийшла з моди. Тому зразки меблів зі збірки рекламують меблі у так званому французькому стилі, у стилі готики, що довго не виходила з моди в Британії, в стилі шинуазрі. Шинуазрі у Чіппендейла не мало нічого спільного зі справжніми китайськими меблями, а мало лише декілька псевдокитайських деталей та розписів у стилі шинуазрі. Французький стиль — це "безсоромні" копії зразків меблів рококо майстрів Франції.
Брак освіти і художнього досвіду майстра-вихідця з простолюду примусила його робити лише малюнки — проєкти для меблевої збірки переводили в офорт фахові гравери М. Дарлі та Д. Мюллер.
За життя Томаса Чіппендейла було надруковано три збірки-каталоги. Невеликий наклад і споживацька спрямованість видань не сприяла збереженості збірок. Вони стали курйозами та пам'ятками доби, які зберігають мистецькі бібліотеки великих музеїв.
Цікавий факт. Імена головних героїв відомого діснеївського мультфільму, бурундуків Чіпа та Дейла, походять від каламбуру з прізвищем Томаса "Чіппенддейла". Серіал «Чіп та Дейл спішать на допомогу» (англ. «Chip 'n Dale Rescue Rangers») був знятий в  1989—1990 роках.